# Viddnarjaure
Viddnarjaure är en sjö i Kiruna kommun i Lappland och ingår i Torneälvens huvudavrinningsområde. Sjön har en area på 0,101 kvadratkilometer och ligger 592,3 meter över havet. Viddnarjaure ligger i Tavvavuoma Natura 2000-område. Sjön avvattnas av vattendraget Viddnarjåkkå.

## Delavrinningsområde
Viddnarjaure ingår i det delavrinningsområde (761337-170321) som SMHI kallar för Mynnar i Harrejåkkå. Medelhöjden är 664 meter över havet och ytan är 41,25 kvadratkilometer. Det finns inga avrinningsområden uppströms utan avrinningsområdet är högsta punkten. Viddnarjåkkå som avvattnar avrinningsområdet har biflödesordning 4, vilket innebär att vattnet flödar genom totalt 4 vattendrag innan det når havet efter 472 kilometer. Avrinningsområdet består mestadels av skog (10 procent) och kalfjäll (88 procent). Avrinningsområdet har 0,21 kvadratkilometer vattenytor vilket ger det en sjöprocent på 0,5 procent.